# Wattenberg NGL (трубопровід для ЗВГ)
Wattenberg NGL (трубопровід для ЗВГ) – трубопровід у центральній частині США, споруджений для транспортування суміші зріджених вуглеводневих газів (ЗВГ) зі штату Колорадо до ЗВГ-хабу в Канзасі.
У першій половині 1970-х років компанія Amoco (наприкінці 1990-х об’єдналась із BP) почала розробку газового родовища Ваттенберг (відомого зокрема тим, що тут провели перший в історії масштабний гідророзрив із закачуванням у пласт 1 мільйона фунтів пропанту). Для вивозу ЗВГ проклали трубопровід, котрий прямував на схід до канзаського центру фракціонування в Баштоні. Ним перекачували нерозділену суміш етану, пропану, бутану та певної кількості газового конденсату (Y-grade).
В 2006 році BP продала трубпровід, довжина якого на той момент зазначалась як 350 миль (біля 560 км) компанії Buckeye Partners. Остання в свою чергу у 2010 році перепродала систему, довжина якої становила вже 480 миль (біля 770 км) компанії DCP Midstream Partners.
Наразі Wattenberg NGL використовується для транспортування ЗВГ з цілого ряду газопереробних заводів у нафтогазовидобувному басейні Денвер-Юлесбург, зокрема, із належного DCP Midstream Partners ГПЗ О’Коннор. Пропускна здатність трубопровода становить 22 тисячі барелів на добу, що багаторазово поступається новим системам, спорудженим в регіоні у 21 столітті (Оверленд-Пасс, Elk Creek та інші).